# Нантюа
Нантюа̀ (на френски: Nantua) е град във Франция.

## География
Град Нантюа се намира в департамент Ен в Източна Франция. Разположен е в тясната и стръмна долина на езерото Лак дьо Нантюа на около 40 км от границата с Швейцария. Най-близкият голям град до Нантюа (на около 60 км на изток) е швейцарския Женева до, който има магистрален път. Разстоянието до главния град на департамента Бург ан Брес в западна посока е около 20 км. Западната част на града е разположена по източния бряг на езерото Лак дьо Нантюа. Има жп гара. Население 3693 жители от преброяването през 2006 г.

## История
Градът е основан през 671 г.

## Архитектура
Архитектурата на града е съчетание от жилищни сгради, строени през 19. и 20. век, и съвременно строителство, включващо игрищата за ръгби, моста на автомагистралата Женева – Лион и малки кокетни жилищни блокове. Мостът на автомагистралата е разположен над източната част на града като го пресича под ъгъл от 90 градуса. От моста се открива красив панорамен изглед към града и езерото Лак дьо Нантюа.

## Икономика
Основен отрасъл в икономиката на Нантюа е туризмът.

## Спорт
Най-популярният спорт в града е ръгби. На добре оборудваната база през цялата година в Нантюа се провеждат турнири по ръгби от различен ранг.

## Личности, родени в Нантюа
- Жан-Ноел Дюзе (р. 1948), френски футболист
- Давид Елбюик (р. 1979), френски футболист
- Бернар Жербу (р. 1949), френски архитект
- Жан Луи Обер (р. 1955), френски композитор

## Личности, свързани с Нантюа
- Бонифас дьо Савоа (1217-1270), френски духовник, игумен в Нантюа от 1232 до 1253 г.